# Diagrama de roses

Diagrama tipus coxcomb

Diagrama de roses o diagrama de superfície polar és un diagrama de dades que pot representar dades numèriques amb sectors del cercle amb angles iguals però de diferent superfície, que és proporcional al valor numèric de les mostres. De fet s'assembla al diagrama de sectors, però en canvi empra les longituds dels radis de forma semblant al que fa el diagrama de barres amb la longitud de les columnes.
En l'actualitat aquest diagrama en la versió polar s'utilitza quan es vol crear un efecte gràfic pseudo-3D, sobretot en geografia i geologia, on l'orientació dels angles dels sector indica un rumb, una direcció. El Diagrama de Kiviat és similar en aparença, però les dades mesurades es representen per punts, línies o columnes de diferents longituds.

## Història
Va ser creat originalment el 1859 per la infermera Florence Nightingale a coxcomb, que va deixar els sectors amb el mateix angle, i va fer la longitud dels radis (i de retruc la seva superfície), proporcional a les dades de la mostra.

## Tipus Coxcomb

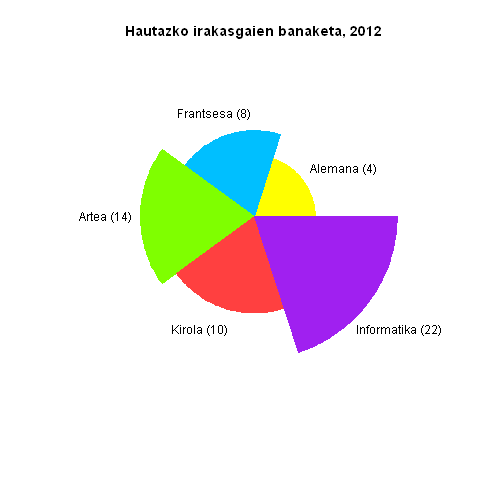
Diagrama tipus coxcomb

El diagrama de roses de la figura representa el nombre d'alumnes en assignatures optatives: L'àrea del Sector circular en cada angle depèn de les dades numèriques. Els sectors del mateix angle es poden situar segons es desitgi, excepte quan les dades numèriques estan ordenades per data. A continuació, s'ha de seguir l'ordre cronològic en completar els sectors.
Aquest tipus de diagrama s'empra el món dels negocis i els mitjans de comunicació. No obstant això, ha estat criticat, i alguns recomanen evitar-lo, assenyalant, sobretot, que és difícil comparar les diferents seccions d'un gràfic, al comparar les dades a través de diagrames de sectors diferents.
Aquest diagrama no és gens eficaç per mostrar la informació en alguns casos, en particular, si la intenció és comparar la mida d'una secció amb tot el pastís, en lloc de comparar els talls entre ells. Funcionen especialment bé quan els sectors representen del 25 fins al 50% de les dades, però en general, els diagrames de barres o els diagrames de dispersió, o mètodes no gràfics com ara taules, poden ser més adequats per representar certa informació.

## Tipus polar

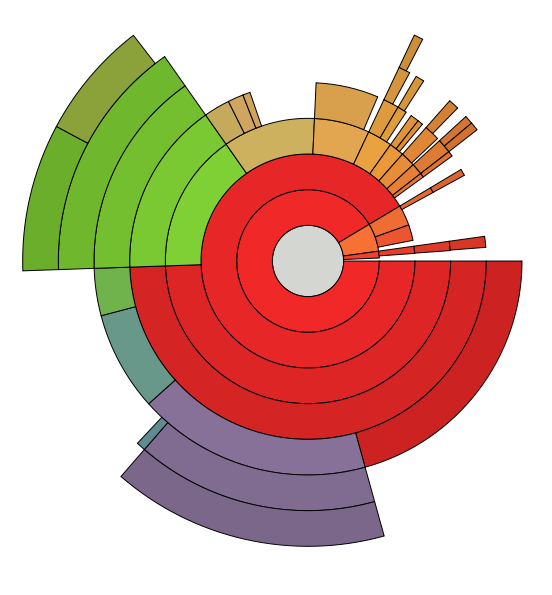
Diagrama de superfície polar de diversos nivells que representa l'ús del disc en un sistema de fitxers Linux

La versió moderna del diagrama de roses crea gràfics circulars semblants a un "pie-chart" però que permet mostrar dades que contenen variables de direcció i magnitud. Un diagrama de roses polar normalment comprèn 4, 8 o 16 sectors radiants, que representen graus d'un cercle o punts de compàs Nord, Sud, Est, Oest i algunes direccions intermèdies. Cada eix de direcció té valors creixents cap a fora i similars als gràfics tabular, les dades es divideixen en llesques o sectors proporcionals. La longitud de l'arc de cada rodanxa és proporcional a la quantitat que representa
Els diagrames de roses polars són útils en el treball de camp de la geografia i geologia per analitzar dades que contenen valors de quantitat i direcció. S'utilitzen habitualment per mostrar la direcció, la força i la freqüència dels vents, de les ones o dels corrents en un oceà, permetent indicar l'orientació dels eixos dels vents i la direcció dels corrents.

## Altres usos
- Diagrames d'enginyeria
- Esquemes de xarxes
- Gestió de projectes
- Eines de gestió empresarial
- Anàlisi d'estratègies
- Anàlisi de decisions